# Brigitte Adler
Pour les articles homonymes, voir Adler.
Brigitte Adler (Drangstedt, 22 juin 1944 - Wurtzbourg, 25 octobre 2004) est une femme politique allemande. Elle a fait partie du Parti social-démocrate d'Allemagne. De 1987 à 2002 elle a été membre du Bundestag.